# Umon (Volk)
Die Umon sind eine Volksgruppe in Nigeria, die aus etwa 29.800 Menschen (Stand: 2013) besteht. Sie sprechen eine gleichnamige Sprache, die zur Sprachgruppe Kohumono-Ubaghara gehört. Die vorwiegende Religion ist das Christentum.